# Ёмиури симбун
«Ёмиури симбун» (яп. 読売新聞 Ёмиури симбун), или «Иомиури» — японская газета, издаваемая в Токио, Осаке, Фукуоке и других крупных городах. Она является одной из пяти национальных газет Японии, в число которых также входят «Асахи симбун», «Майнити симбун», «Нихон кэйдзай симбун» и «Санкэй симбун». Поддерживая свои общенациональные сети доставки выпусков на дом читателям, эта пятерка газет монополизирует более 53 % суммарного тиража.

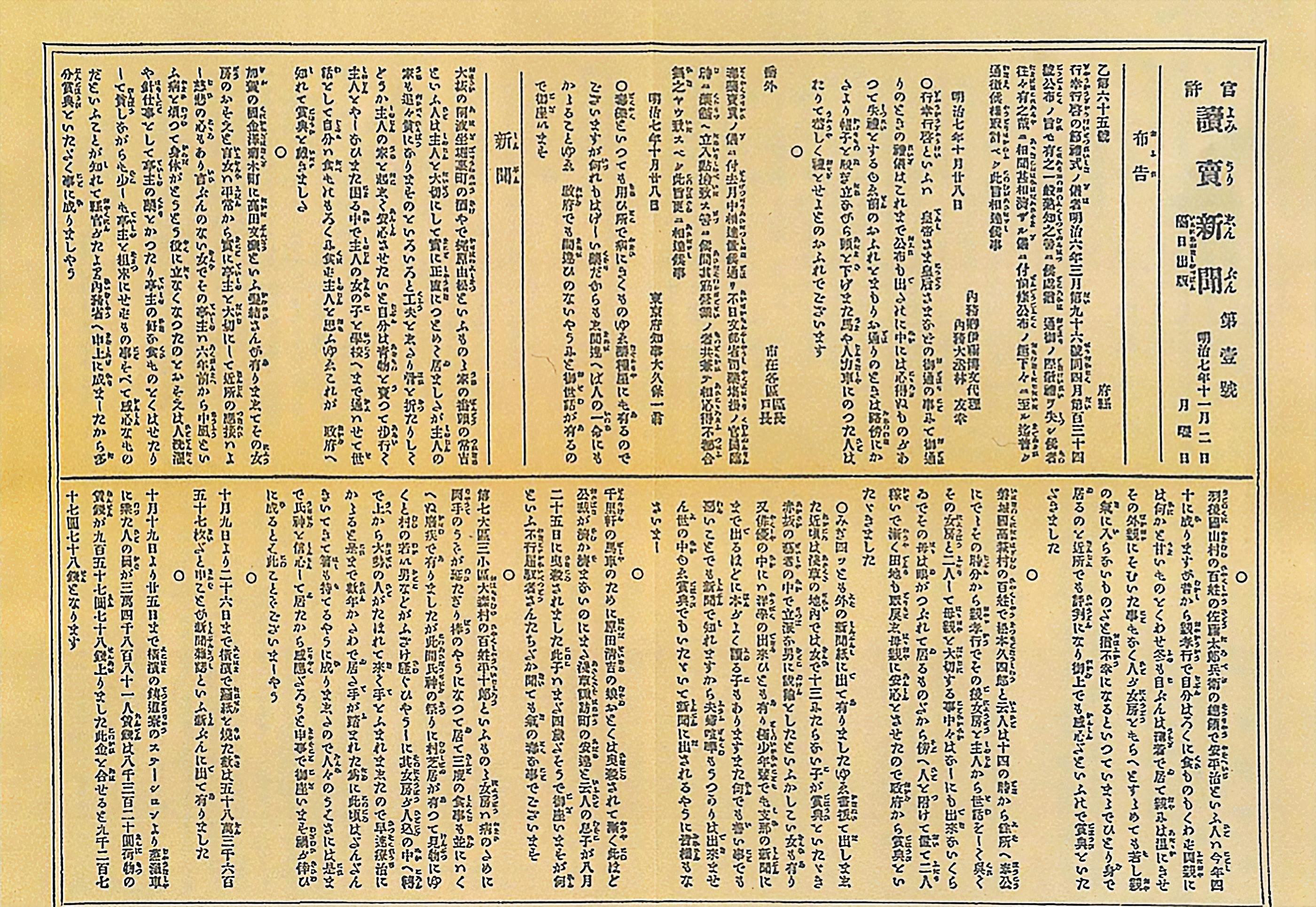
Первая полоса первого выпуска газеты 2 ноября 1874 года

«Ёмиури симбун» публикуется дважды в день. Она существует с 1874 года, и на 2005 год печаталась крупнейшим в мире тиражом, в частности, совокупный тираж утренних и вечерних газет в январе 2020 года составил 9,231,747 экземпляров. «Ёмиури» выпускает крупнейшую в Японии газету на английском языке — The Japan News (ранее The Daily Yomiuri); еженедельное новостное приложение The Yomiuri Weekly и спортивную ежедневную газету «Хоти симбун». Де-факто является спонсором бейсбольной команды Yomiuri Giants, ежегодной Японской премии фэнтези и самого престижного титульного матча по сёги — Рюо.